# رينو (إيطاليا)
رينو؛ كوموني (بلدية) في مقاطعة بينيفينتو في منطقة كامبانيا الإيطالية، وتقع على بعد حوالي 70 كم شمال شرق نابولي وحوالي 15 كم شمال بينيفينتو. حتى 31 كانون الأول (ديسمبر) 2004 كان عدد سكانها 1344 نسمة وتبلغ مساحتها 23.6 كم
تقع رينو على حدود البلديات التالية: كيركيلو كولي سانيتا وفراقنيتو لابيت l وبيسكو سانيتاو سان ماركو دي كافوت.